# Hartly (Delaware)
Hartly je gradić u američkoj saveznoj državi Delaware. Prema popisu stanovništva iz 2010. u njemu je živjelo 74 stanovnika.